# Третьяков, Савва Сергеевич
Са́вва Серге́евич Третьяко́в (1905, Вятская губерния — 1956, Львов) — советский партийный деятель. Член ЦК Компартии Туркменской ССР (1938—1941). Депутат Верховного Совета Туркменской ССР первого созыва(1938—1946). Главный редактор Туркменской республиканской газеты «Туркменская искра» (1938—1939). Директор Института усовершенствования учителей (Ашхабад; 1939—1941).

## Биография
Савва Сергеевич Третьяков родился 9 января 1905 года в Вятской губернии.
С 1920 года работал в Красноярске учеником шорника; в 1923 году вступил в комсомол, в 1927 — в ВКП(б).
В 1930 году направлен в Туруханск, работал ответственным редактором газеты «Северная стройка» (орган Туруханского райкома партии, с 14 октября 1931 — Игарская городская газета). С октября 1931 года — заведующий культурно-просветительским отделом Игарского горкома ВКП(б).
В 1934—1938 годы учился в Институте красной профессуры на отделении «Мировое хозяйство и мировая политика». В 1938 году из-за закрытия института, прервал обучение и был направлен в Туркмению главным редактором республиканской газеты «Туркменская искра» (ныне «Нейтральный Туркменистан»), главного печатного органа ЦК Компартии Туркмении.
Умер в 1956 году во Львове, похоронен на Лычаковском  кладбище.

### Семья
Жена — Анастасия Яковлевна Третьякова (1908—1998).
Дети: Александра (1929—2016), Степан (1931—1982).